# 常山 (岡山県)
常山（つねやま）は、岡山県岡山市南区および玉野市の境に位置する山である。標高307m。

## 概要
児島半島では金甲山・怒塚山に次いで3番目に高い山であり、その山容から児島富士や角山（つのやま。『備陽記』『吉備温故秘録』）とも呼ばれている。また、山頂には電波塔や玉野市指定史跡の常山城跡があり、本丸の部分である展望台からは児島湾干拓地や岡山市街地を見渡すことができる。
2020年12月頃、常山頂上のNTT船舶電話用の電波塔が土台兼管理小屋を残して撤去。なお、10年ほど前には頂上の中心に位置していた赤い鉄塔が撤去済み。

## 周辺
- おかやまファーマーズ・マーケット サウスヴィレッジ
- 玉野自動車教習所

## アクセス
- JR宇野線常山駅から登山口まで徒歩数分、山頂まで徒歩40分程度。